# Liopropoma pallidum
Liopropoma pallidum är en fiskart som först beskrevs av Fowler, 1938.  Liopropoma pallidum ingår i släktet Liopropoma och familjen havsabborrfiskar. Inga underarter finns listade i Catalogue of Life.